# Эгутидзе, Анри
Анри Эгутидзе (род. 1 марта 1996) — португальский дзюдоист, призёр чемпионата мира 2021 года и II Европейских игр. 

## Биография
Родился в 1996 году. По национальности — грузин. 
В 2018 году на турнирах из серии Гран-при по дзюдо завоевал три призовых места в весовой категории до 81 килограммов на соревнованиях, которые проходили в Тбилиси, Агадире и Загребе. 
В мае 2019 года на этапе Большого шлема в Баку Анри Эгутидзе проиграл бой из-за мобильного телефона, который оказался в его кимоно, по правилам дзюдо, спортсмены во время схватки не должны иметь при себе посторонние предметы, и Эгутидзе присудили техническое поражение.
Эгутидзе принял участие в соревнованиях на II Европейских играх, которые проходили в Минске в 2019 году, уступил в 1/8 финала грузину Луке Майсурадзе. В командных соревнованиях в составе сборной Португалии завоевал серебряную медаль. 
На предолимпийском чемпионате мира 2021 года, который проходил в Будапеште в Венгрии португалец завоевал бронзовую медаль в весовой категории до 81 кг, победив в схватке за третье место узбекского спортсмена Шарофиддина Болтабоева.